# Paragem de Chãos
A Paragem de Chãos foi uma gare da Linha do Tua, que servia a localidade de Chãos, ficando também próxima à aldeia de Sendas, no Concelho de Bragança, em Portugal.

## História

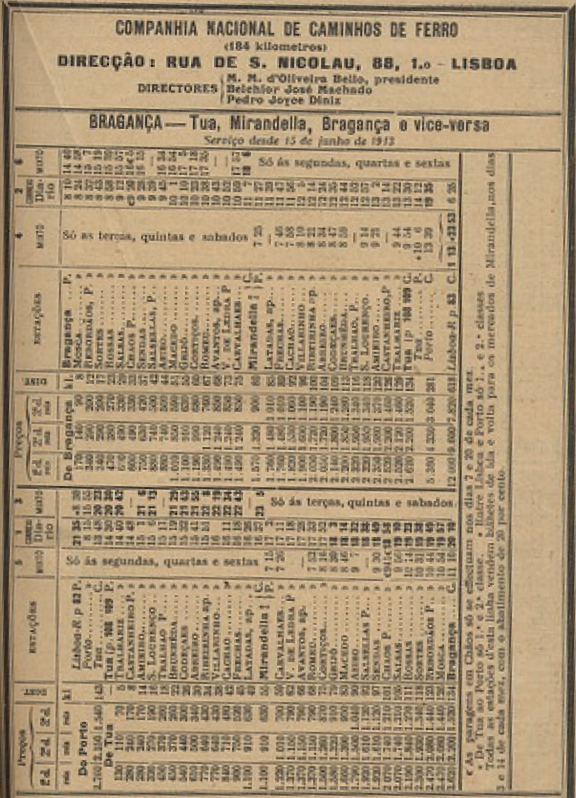
Horário da Linha do Tua em 1913, incluindo a paragem de Chãos.

Este apeadeiro inseria-se no troço entre Sendas e Rossas, que foi aberto à exploração em 14 de Agosto de 1906. O lanço da Linha do Tua entre Mirandela e Bragança foi encerrado em 15 de Dezembro de 1991.